# Solomon Zeitlin
Pour les articles homonymes, voir Zeitlin.
Solomon Zeitlin, שְׁניאור זלמן צײטלין (31 mai 1892 à Tchachniki Gouvernement de Vitebsk - 28 décembre 1976 États-Unis) est un historien lituanien, érudit talmudique et en son temps la principale autorité mondiale sur la période du Second Temple. Son œuvre The Rise and Fall of the Judean State porte sur la période du Second Temple.

## Biographie
Né à Chasniki, en Russie, il fréquente le Gymnasium et plus tard l'Académie du baron Günzburg. Là, il rencontre et se lie d'amitié avec Zalman Shazar. En 1904, alors qu'il est en Russie, il obtient la Semikha.
À Paris en 1916, il obtient un Th. D. du Séminaire israélite de France et devient membre titulaire de la Section des Sciences Religieuses de l'Université de Paris. En 1915, il émigre en Amérique. Il obtient son doctorat en 1917 et devient professeur de rabbinisme.
Zeitlin enseigne à l'Université Yeshiva de New York pendant deux ans avant d'aller au Dropsie College de Philadelphie, où il est Fellow in Rabbinics. Il édite la revue académique, la Jewish Quarterly Review (JQR) (1940-1976). Avec AA Neuman, il co-édite les volumes 31 à 57 et reste seul éditeur jusqu'à sa mort en 1976. Il consacre de manière controversée un espace de page considérable du JQR entre 1949 et 1964 pour s'engager dans une controverse scientifique sur l'authenticité et l'origine préchrétienne des Manuscrits de la mer Morte. Publiant une vingtaine d'articles sur le sujet, il reste persuadé de leur date tardive,,. Dans l'édition de juillet 1961 du JQR, il publie un article "Les droits des juifs en Palestine" du philosophe et historien britannique Arnold Toynbee et sa propre réponse "Les droits des juifs en Eretz Israël (Palestine)" où il réprimande Toynbee pour son manque d'érudition. En plus de l'histoire, il enseigne le Talmud, écrit plus de 400 articles et livres et joue un rôle déterminant dans l'organisation de l'American Academy of Jewish Research.

## Œuvres
- "An Historical Study of the Canonization of the Hebrew Scripture", American Academy for Jewish Research, Vol.3, 1931–1932[7].
- Who Crucified Jesus?, New York: Harper & Brothers, Publishers, 1942, 1947.
- "The Hoax of the 'Slavonic Josephus'". The Jewish Quarterly Review, New Series. 39/2 (October 1948): 172–177.
- Maimonides – A Biography, New York: Bloch Publishing Company, 1955.
- The Rise and Fall of the Judean State: A Political, Social and Religious History of the Second Commonwealth. New York: Jewish Publication Society of America, 1967.
- The Book of Judith: Greek text / avec traduction en anglais, commentaire et notes critiques de Morton S. Enslin; édité par Solomon Zeitlin.
- "The Origin of the Synagogue", American Academy for Jewish Research, Vol.2, 1930–1931[7].
- "The Tobias Family and the Hasmoneans", American Academy for Jewish Research, Vol.4, 1932–1933[7].
- Studies in the Early History of Judaism, (four volumes), KTAV Publication House, 1978.